# ムースタイヤ
ムースタイヤ (英語: Mousse tire) は、モータースポーツ用のランフラットタイヤの一種。
タイヤの中に「ムース」と呼ばれるスポンジ状のインサートを、専用の器具を用いて組み込む。タイヤに空気を充てんすると、空気圧によりムースは圧縮され、タイヤは通常の空気入りタイヤとして機能する。パンクによりタイヤから空気が抜けると、ムースが膨張してタイヤを支持し、継続して走行することを可能にする。
1987年にミシュランがATS (仏: Appui Temporaire Souple) の名称で世界ラリー選手権に持ち込んだ。その後、1994年にピレリが同様のシステムをEMIの名称で投入した。世界ラリー選手権では2008年に禁止された。
ムースタイヤは、単にパンクの心配を軽減するだけでなく、従来はパンクのリスクからできなかった、積極的なコーナーのインカットを可能にした。
走行時は、ムースの発熱により空気圧変動が大きくなり、グリップ性能の低下が大きい。さらに長距離の走行では空気圧過大になり、トレッド中央が偏摩耗し、タイヤが分割する恐れがある。